# Чорнобривці
Чорнобри́вці (Tagetes), оксами́тець — рід однорічних трав'янистих рослин родини айстрових. Рід містить приблизно 50 видів, які зростають у Південній Америці й південній частині Північної Америки.

## Загальний опис і різновиди
Латинська назва рослини пішла від імені онука давньоримського бога Юпітера — Тагеса. Тагес, або Тагет мав здатність пророкувати майбутнє і був зовні доволі привабливим.
Батьківщиною рослини вважають Центральну Америку, де в Мексиці та південних регіонах Сполучених Штатів зустрічаються дикі різновиди рослини.

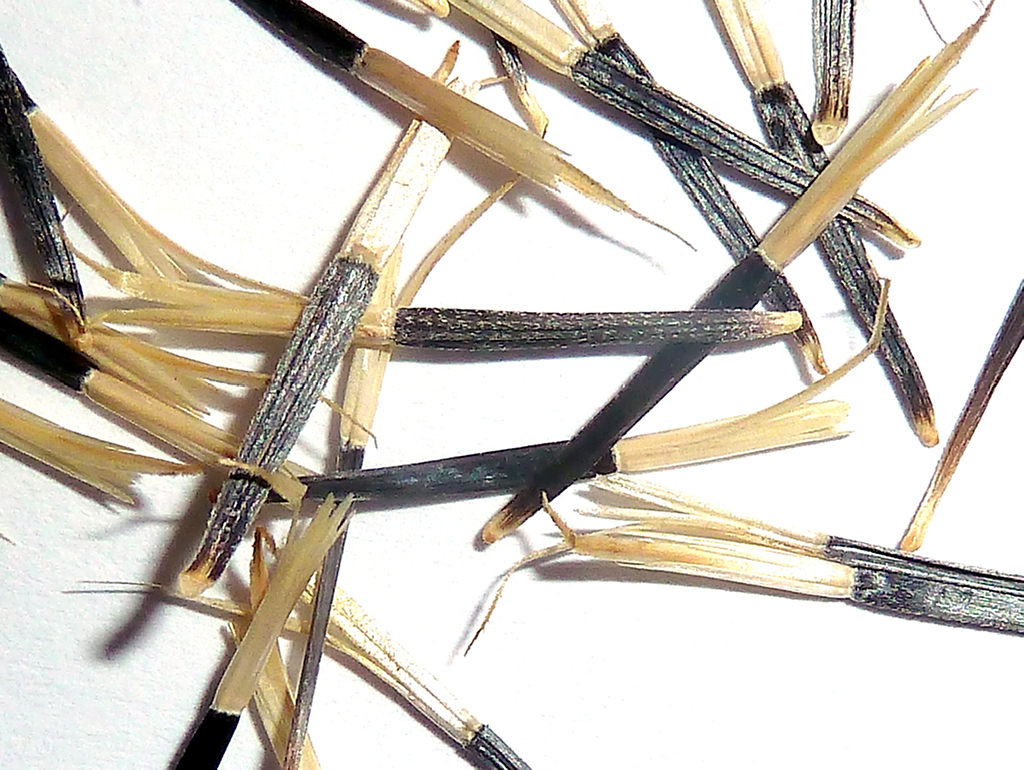
Насіння чорнобривців

Рослина утворює досить щільні кущі різної висоти. Існують різновиди від 20 до 120 сантиметрів заввишки. Давно одомашнена, переважно культивується як декоративна культура. Численні гібридні форми мають квіти різних відтінків від світло—жовтих до насичено жовтогарячих і коричневих. Суцвіття складне, має і купчасті форми. Період цвітіння в Україні — від червня до жовтня. Квіти мають специфічний аромат, запилюються комахами.
Плід — щільно сплюснутий, видовжений. В одному грамі насіння від 280 до 700 насінин. В сухому приміщенні насіння зберігає схожість до 3-4 років.
Існує 59 видів чорнобривців, у тому числі в Україні 3 види:
- чорнобривці прямостійні (Tagetes erecta)
- чорнобривці розлогі (Tagetes patula)
- чорнобривці вузьколисті (Tagetes tenuifolia), синонім — чорнобривці позначені (Tagetes signata).

## Чорнобривці в українській культурі
Чорнобривці — один з українських народних символів. Згадуються в ряді художніх творів, народних і сучасних піснях, казках та бувальщинах.

## Промислове використання
Чорнобривці мають обмежене промислове використання. З рослини видобувають лютеїн — жовтий пігмент, який використовується у фармацевтичній промисловості. Лютеїн у невеликих кількостях входить до складу нормального людського ока і попереджає дегенерацію макули у людей похилого віку. Лютеїн використовують і як харчовий барвник, код якого E161b. Головні постачальники промислової сировини чорнобривців у світі — Китай (до 50 %), Індія (до 25 %), Таїланд, деякі країни Центральної Америки та Африки.

## Види
Визнані види
- Tagetes apetala
- Tagetes arenicola
- Tagetes argentina Cabrera
- Tagetes biflora Cabrera
- Tagetes campanulata Griseb.
- Tagetes daucoides
- Tagetes elliptica Sm.
- Tagetes elongata
- Tagetes epapposa
- Tagetes erecta L. – Африканські чорнобривці, Чорнобривці Ацтеків
- Tagetes filifolia Lag.
- Tagetes foeniculacea
- Tagetes foetidissima DC.
- Tagetes hartwegii Greenm.
- Tagetes iltisiana Rydb.
- Tagetes inclusa
- Tagetes lacera
- Tagetes laxa Cabrera
- Tagetes lemmonii A.Gray – Чорнобривці Mt. Lemmon, Мексиканські чорнобривці[3]
- Tagetes linifolia
- Tagetes lucida Cav. – Мексиканські м'ятні чорнобривці, Техаський террагон
- Tagetes mandonii
- Tagetes mendocina Phil.
- Tagetes micrantha Cav. – Лакричні чорнобривці
- Tagetes microglossa
- Tagetes minima
- Tagetes minuta L. – Дикі чорнобривці
- Tagetes moorei
- Tagetes mulleri S.F.Blake
- Tagetes multiflora Kunth
- Tagetes nelsonii Greenm.
- Tagetes oaxacana
- Tagetes osteni
- Tagetes palmeri
- Tagetes parryi A.Gray
- Tagetes patula L. – Французькі чорнобривці
- Tagetes perezii Cabrera
- Tagetes praetermissa
- Tagetes pringlei S.Watson
- Tagetes pusilla
- Tagetes riojana M.Ferraro
- Tagetes rupestris Cabrera
- Tagetes stenophylla B.L.Rob.
- Tagetes subulata Cerv.
- Tagetes subvillosa
- Tagetes tenuifolia Cav. – Чорнобривці позначка
- Tagetes terniflora Kunth
- Tagetes triradiata
- Tagetes verticillata Lag. & Rodr.
- Tagetes zypaquirensis Humb. & Bonpl.

## Галерея

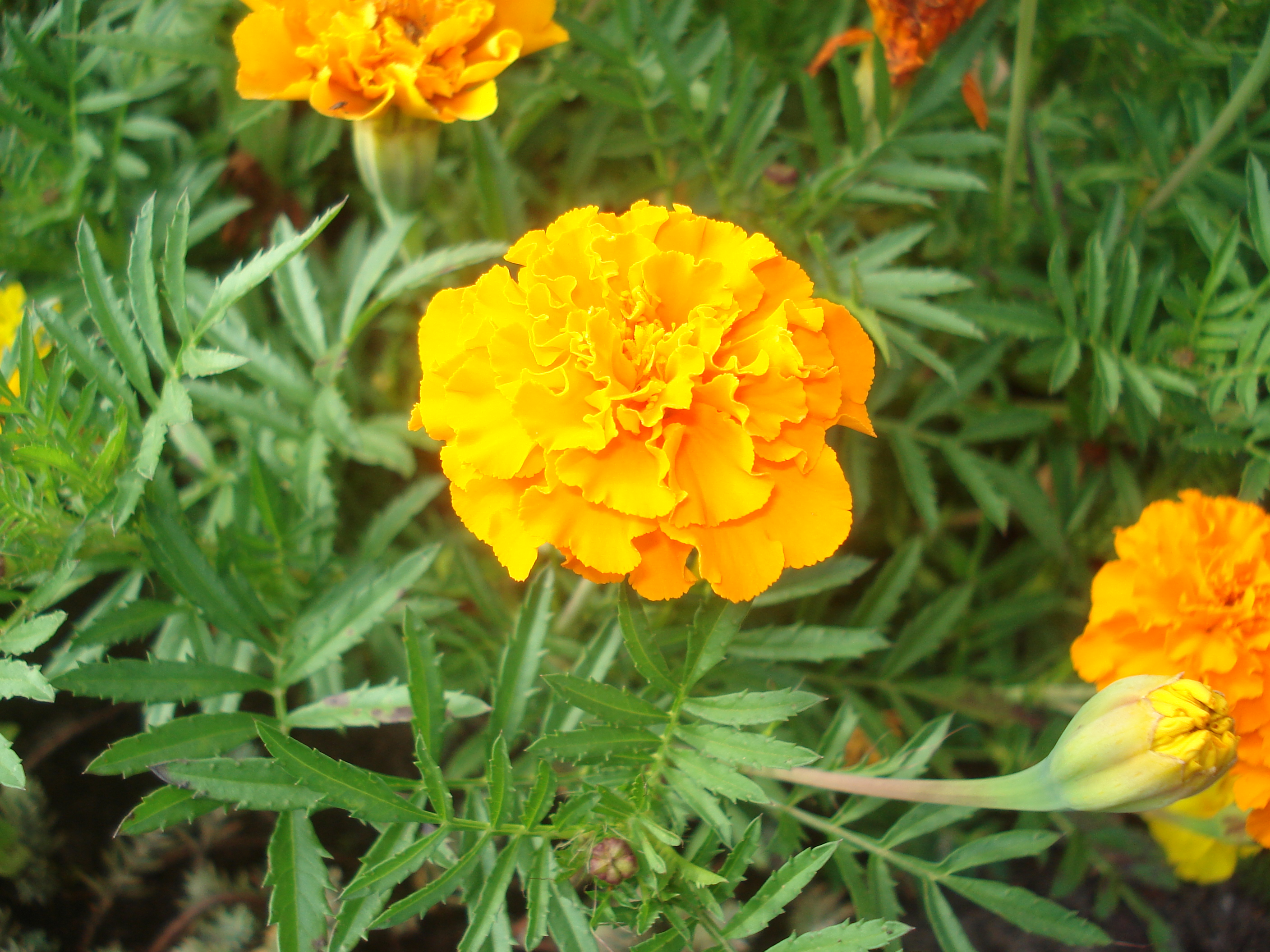
Tagetes erecta
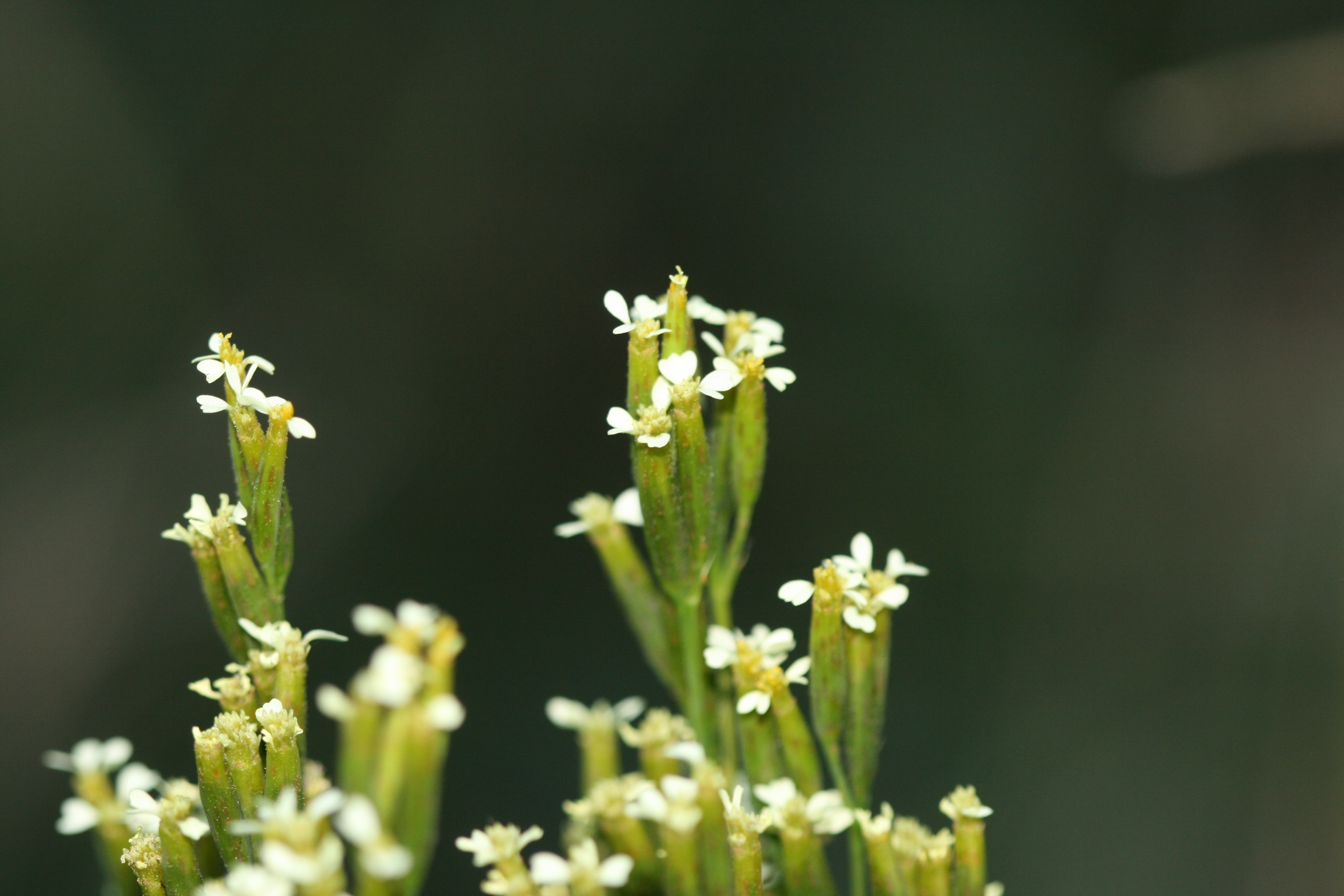
Tagetes minuta
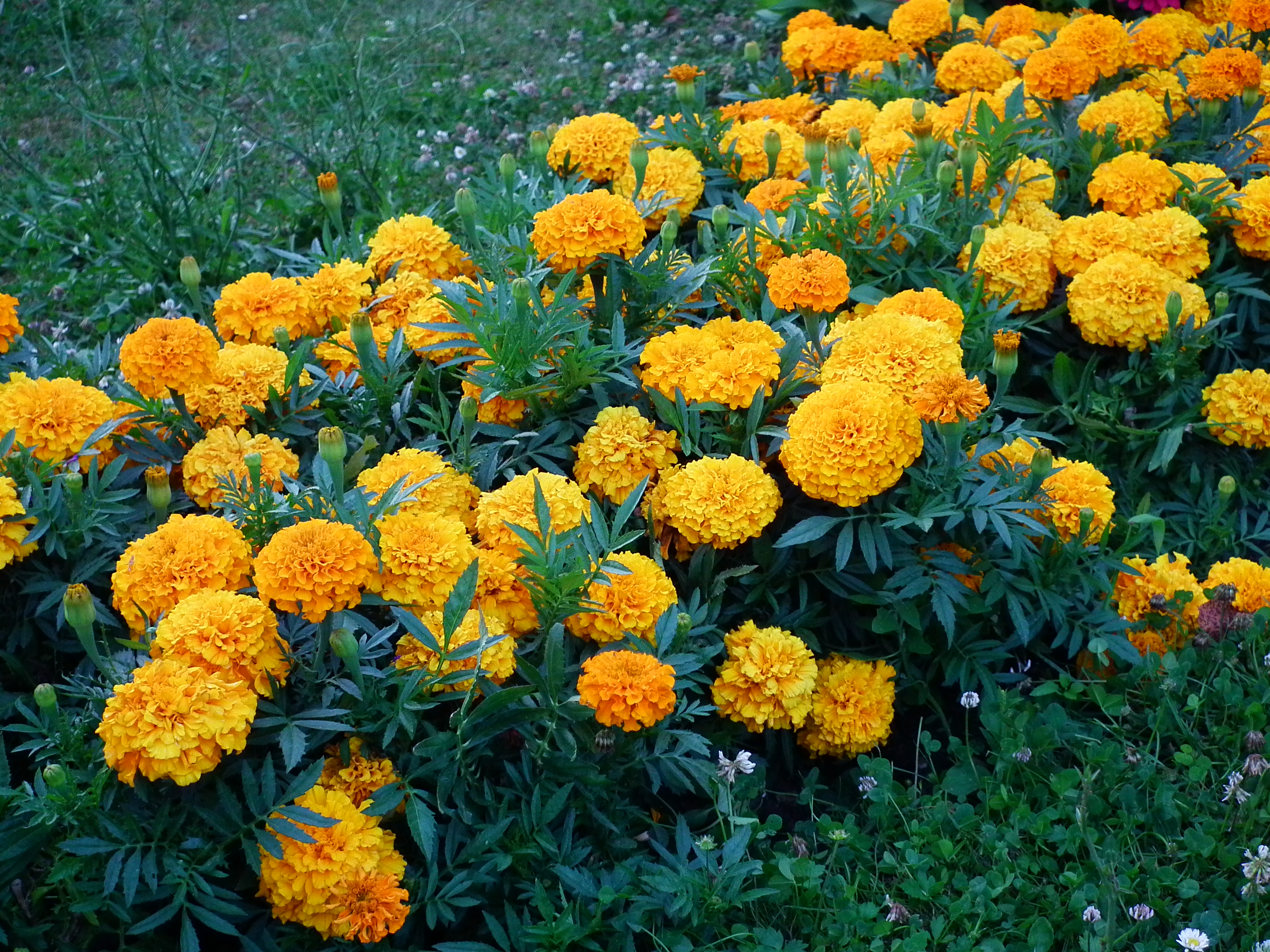
Tagetes orange
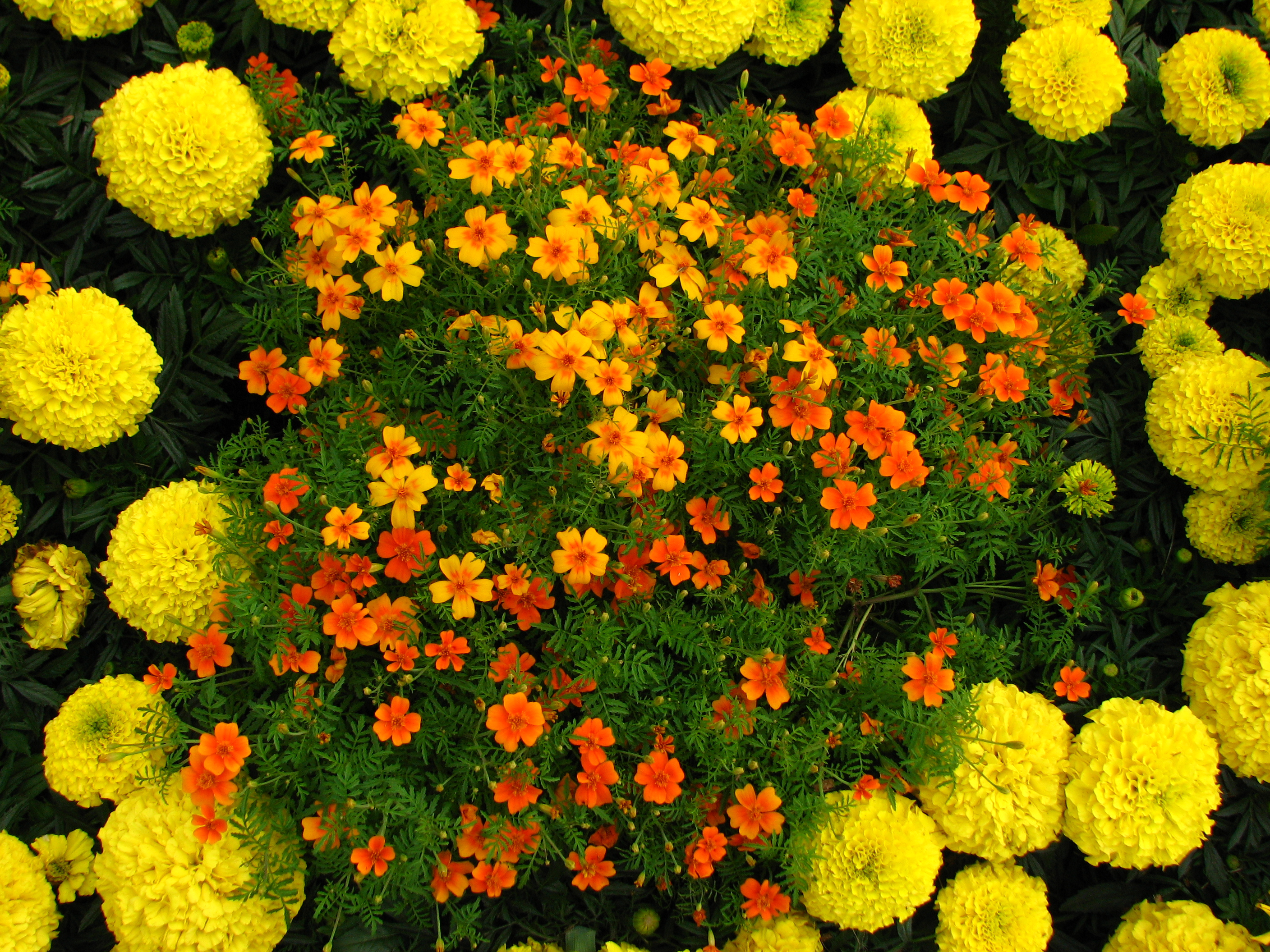
Tagetes erecta та Tagetes tenuifolia